# William Baffin
William Baffin (Londra, 1584 – Qeshm, 23 gennaio 1622) è stato un navigatore ed esploratore inglese.

## Biografia
Poco si sa dei primi anni della sua vita, ma si ritiene che sia nato a Londra da umili origini.
Il primo riferimento al suo nome si ha nel 1612, quando partì come capo pilota a bordo della nave Patience del capitano James Hall (che perse la vita nella spedizione, ucciso da degli eschimesi in Groenlandia) alla ricerca del passaggio a nord-ovest. Da circa metà viaggio e fino al suo termine, Baffin tenne un diario della spedizione; in questo resoconto si trova la prima delle sue osservazioni astronomiche, descrive i popoli eschimesi della Groenlandia e racconta la tragica fine del suo capitano.
Al suo rientro prese servizio presso la Compagnia di Mosca, che commerciava con la Russia, e che inviava navi baleniere nella zona dello Spitsbergen. Nel 1613 Baffin fu inviato come capo pilota della nave Tiger, la nave ammiraglia della flotta, composta da sette imbarcazioni, al comando del capitano Benjamin Joseph. L’anno successivo intraprese lo stesso viaggio, nuovamente con il capitano Joseph, sulla Thomasine assieme a una flotta di 11 navi e due pinacce, in questa occasione la navigazione a nord fu difficoltosa a causa dell’estensione dei ghiacci, tuttavia Baffin esplorò gran parte della costa dello Spitsbergen, tornando a Londra il 4 ottobre 1614.

### Alla ricerca del Passaggio a Nord-ovest
Si arruolò al servizio della Northwest Company alla ricerca del passaggio a nord-ovest. Partecipò alla quarta spedizione della missione: la prima fu sotto gli ordini di Henry Hudson (1610–11), abbandonato dai suoi uomini dopo aver svernato nella baia di Hudson; la seconda del comandante Thomas Button (1612–13); e la terza di William Gibbons (1614). La nave usata in tutte le spedizioni fu la Discovery, allestita dal comandante Robert Bylote. Baffin, nel ruolo di pilota, partì il 15 marzo 1615. Il 26 aprile, osservando che la luna occultava una stella, calcolò per la prima volta la longitudine in mare durante una navigazione. Esplorò approfonditamente lo stretto di Hudson e l'estremità occidentale dell'isola di Southampton, in particolare si concentrò sulle maree. La spedizione abbandonò la ricerca del passaggio a nord-ovest a causa dell'estensione della zona ghiacciata. La spedizione ritornò in Inghilterra nell'autunno del 1615 e al suo ritorno Baffin concluse che non esisteva alcun passaggio navigabile verso ovest fuori dalla baia di Hudson. La precisione di Baffin nelle osservazioni astronomiche e delle maree in questo viaggio vennero confermate più tardi da sir Edward Parry, quando attraversò questi mari due secoli più tardi (1821).
Il 26 marzo 1616 salpò per il quinto, nonché il più importante, viaggio. Sempre sulla Discovery e con il capitano Robert Bylot, il 20 maggio attraccarono sulla punta settentrionale dell’isola di Disko e dieci giorni dopo superarono il punto più a nord toccato in precedenza da John Davis a Hope Sanderson in Groenlandia e proseguirono per altre 300 miglia a 77º45´, raggiungendo quello che per 236 anni rimase il punto più a nord mai raggiunto. Navigarono e mapparono l'intera costa della baia di Baffin.
L’equipaggio di Baffin esplorò l'isola di Ellesmere e l'isola di Bylot per poi ripartire verso casa nell’estate 1616, ma mentre costeggiavano la Groenlandia lo scorbuto si diffuse a bordo della Discovery. Fecero scalo a Maniitsoq dove curarono la malattia con erbe bollite e birra, ripartirono e il 20 agosto approdarono a Dover.

### Viaggi nelle Indie Orientali e morte in battaglia
Dopo il suo ritorno dalla missione che lo aveva portato a scoprire la baia di Baffin, ma con il rammarico di non aver trovato il passaggio a nord-ovest, decise di ripartire. L'occasione si presentò con la Compagnia delle Indie Orientali il 4 febbraio 1617, e salpò come comandante in seconda sull'Anne Royal, una nave della flotta del capitano Martin Pring. La flotta arrivò nella baia di Saldanha il 21 giugno e a Surat in settembre. L'Anne Royal fu distaccata dal resto della flotta e inviata a Mokha, da qui, con scali in molti altri porti nel Mar Rosso e nell'area del Golfo Persico, nel settembre 1619 l'Anne Royal fece ritorno a Londra. Baffin rilevava e cartografa a tutti i posti che visitava.
Qualche mese dopo, il 25 marzo 1620, Baffin salpò di nuovo per le Indie orientali a bordo della London, ammiraglia della flotta del capitano Andrew Shilling. Arrivarono a Swally Roads il 9 novembre e dopo aver udito parlare di una flotta di navi portoghesi e olandesi che li inseguiva, si misero alla loro caccia. Seguì uno scontro, il 28 dicembre nel golfo di Oman, in cui il capitano Shilling fu ferito, morendo il 6 gennaio 1621. Un anno dopo, il 20 gennaio 1622, la flotta inglese arrivò al largo di Hormoz per un assedio a fortezze portoghesi. Sull'isola di Qeshm, il 23 gennaio, Baffin venne inviato a terra per fare osservazioni sull'altezza e la distanza delle mura delle fortificazioni nemiche, ma fu colpito al ventre da uno sparo proveniente dalla fortezza, per il quale “fece tre balzi, e morì immediatamente”.
Oltre all'importanza delle sue scoperte geografiche, Baffin è ricordato per l'importanza e la precisione delle sue numerose osservazioni scientifiche e magnetiche, alcune delle quali (la determinazione della longitudine in mare osservando la distanza lunare) furono riconosciute come le prime nel loro genere a essere registrate.
La baia di Baffin e l'isola di Baffin sono così state così nominate in suo onore.